# Ting Chan
Ting Chan (Velsen, 17 april 1972) is een Nederlandse fotograaf en filmdocumentairemaker.
Chan werd geboren in Velsen uit Hongkong naar Nederland geëmigreerde ouders. Zij studeerde aan de Hogeschool van de Kunsten in Utrecht, en de Academie St. Joost, Breda. Hierna volgde zij stages en masterclasses bij de fotografen Erwin Olaf, Paul Huf, Carli Hermès en Marie-José Jongerius.
Chan publiceerde in Volkskrant Magazine, Het Parool, BLVD, Nieuwe Revu, Focus en andere. Zij nam deel aan vele exposities in Amsterdam, Utrecht, Rotterdam, Naarden en elders. Haar hoofdthema is, geïnspireerd door haar eigen achtergrond als kind van immigrantenouders, de interactie tussen China en Nederland en in groter verband Azië en Europa.
In 2006 maakte zij een intieme filmdocumentaire "The Chan Clan" over het verhaal van haar eigen familie. De documentaire portretteert het gearrangeerde huwelijk van haar ouders dat al vijftig jaar standhield. De documentaire handelt primair over de vaak pijnlijke herinneringen van door het leven getekende mensen. Door de geserreerde wijze van filmen wordt er echter tevens een beeld gecreëerd van de vader die als de verantwoordelijke voor de ontstane situatie toch aandoenlijk en menselijk overkomt. De geportretteerden worden getoond in hun dagelijkse uitingen van frustratie en onvermogen om genuanceerd hun mening te geven.
Chan nam ook deel aan het reality-televisieprogramma Big Brother in 2002.

## Exposities
- Tent, Rotterdam 2005
- Epson Fotofestival, Naarden 2001 en 2005
- Muziekgebouw aan het IJ, Amsterdam 2005
- Bureau Beeldende Kunsten, Vlissingen 2004
- Young Dutch Photography, Flatland Gallery, Utrecht 2003
- Imagine IC, Amsterdam 2003
- Off-Corso, Rotterdam 2002
- Paris Photo, Parijs 2002
- Art Rotterdam, Artfair Rotterdam 2002
- Flatland Gallery, Utrecht 2001 en 2002
- Aboriginal Museum, Utrecht 2002
- Expodium, Utrecht 2001
- Voetbalstadion Galgewaard, Utrecht 2001
- Grote Kerk, Amersfoort 1999
- Hogeschool voor de Kunsten, Utrecht 1998

- International Standard Name Identifier: 0000 0004 4890 958X
- Nederlandse Thesaurus van Auteursnamen: 328747777
- PIC: 306517
- RKD-Nederlands Instituut voor Kunstgeschiedenis: 264572
- Virtual International Authority File: 289851027
- WorldCat: E39PBJkXqJtM3MwgxxGvRJkdQq